# 제24회 유럽 영화상
제24회 유럽 영화상은 2011년 12월 3일에 열린 시상식이다.

## 수상 및 후보

### 유러피안 작품상
- 멜랑콜리아 - 라스 폰 트리에 수상
- 킹스 스피치 - 톰 후퍼
- 인 어 베러 월드 - 수잔 비에르
- 르 아브르 - 아키 카우리스마키
- 자전거 탄 소년 - 장 피에르 다르덴
- 아티스트 - 미셀 하자나비시우스

### 유러피안 디스커버리상
- 옥시겐 - 한스 반 누펠 수상
- 숨결 - 칼 마르코빅스
- 넛씽스 올 배드 - 미켈 뭉크-팔스
- 틸바 로스 - 니콜라 레자익
- 미하엘 - 마커스 슐레진저

### 유러피안 감독상
- 인 어 베러 월드 - 수잔 비에르 수상
- 르 아브르 - 아키 카우리스마키
- 멜랑콜리아 - 라스 폰 트리에
- 자전거 탄 소년 - 장 피에르 다르덴
- 토리노의 말 - 벨라 타르 외1명

### 유러피안 여우주연상
- 어바웃 케빈 - 틸다 스윈튼 수상
- 자전거 탄 소년 - 세실 드 프랑스
- 멜랑콜리아 - 커스틴 던스트
- 엘레나 - 나데즈다 마르키나
- 멜랑콜리아 - 샤를로뜨 갱스부르

### 유러피안 남우주연상
- 킹스 스피치 - 콜린 퍼스 수상
- 아티스트 - 장 뒤자르댕
- 인 어 베러 월드 - 미카엘 페르스브란트
- 르 아브르 - 앙드레 윌름스
- 우리에겐 교황이 있다 - 미셀 피콜리

### 유러피안 각본상
- 자전거 탄 소년 - 장 피에르 다르덴 수상
- 르 아브르 - 아키 카우리스마키
- 인 어 베러 월드 - 앤더스 토머스 옌센
- 멜랑콜리아 - 라스 폰 트리에

### 유러피안 촬영상
- 멜랑콜리아 - 마누엘 알베르토 클라로 수상
- 아티스트 - 귀욤 쉬프먼
- 토리노의 말 - 프레드 켈레멘
- 특급 살인 - 애덤 시코라

### 유러피안 음악상
- 아티스트 - 루도빅 바우스 수상
- 킹스 스피치 - 알렉상드르 데스플라
- 내가 사는 피부 - 알베르토 이글레시아스
- 토리노의 말 - 미하리 비그

### 유러피안 편집상
- 킹스 스피치 - 터릭 앤워 수상
- 멜랑콜리아 - 몰리 말린 스텐스가드
- 쓰리 - 마틸드 보네포이

### 유러피안 미술감독상
- 멜랑콜리아 - 젯 레만 수상
- 우리에겐 교황이 있다 - 파올라 비자리
- 내가 사는 피부 - 안손 고메즈

### 유럽영화아카데미 애니메이션상
- 치코와 리타 - 하비에르 마리스칼 외2명 수상
- 파리의 고양이 - 쟝-루프 펠리시오리
- 랍비의 고양이 - 앙트완 델레스보스

### 유럽영화아카데미 다큐멘터리상
- 피나 - 빔 벤더스 수상
- 포지션 어몽 더 스타스 - 레오나르드 레텔 헴리히
- Vivan las Antipodas - Victor Kossakovsky

### 올해의 유러피안 공동제작상
- 마리엘라 베수이에브스키 수상

### 유러피안 월드 시네마상
- 매즈 미켈슨 수상

### 관객상
- 킹스 스피치 - 톰 후퍼 수상

### 심사위원특별상
- 미셀 피콜리

### 유럽영화아카데미 단편영화-UI
- 홀리 패밀리 - 테리 길리엄 수상
- 베릭 - 다니엘 보르그만
- 프로즌 스토리스 - 그제고시 야로슈크
- 하이퍼크리시스 - 요제프 다베르니그
- 제시 - 마리오요세핀 슈나이더
- 아웃 - 로이 로즌
- 사이런트 리버 - 안카 미루나 라자레스쿠
- 더 언리빙 - 휴고 릴리아
- The Wolves - Alberto De Michele
- 더비 - 폴 네고스쿠
- 더 그레이트 레이스 - 코테 카마초
- 은행에서 생긴 일 - 루벤 외스틀룬드
- 리틀 칠드런, 빅 월드 - 리사 제임스-라르손
- Paparazzi - Piotr Bernas
- 썬데이즈 - 발레리 로지에

## 같이 보기
- 2011년 영화
- 영화상 목록